# Euphaea refulgens
Euphaea refulgens är en trollsländeart som beskrevs av Hagen in Selys 1853. Euphaea refulgens ingår i släktet Euphaea och familjen Euphaeidae. Inga underarter finns listade i Catalogue of Life.